# Sójkowo
Sójkowo – wieś w Polsce, położona w województwie kujawsko-pomorskim, w powiecie inowrocławskim, w gminie Inowrocław. Należy do parafii pw. św. Małgorzaty w Kościelcu (Archidiecezja Gnieźnieńska).

## Podział administracyjny
W latach 1975–1998 miejscowość administracyjnie należała do województwa bydgoskiego.

## Demografia
Według Narodowego Spisu Powszechnego (III 2011 r.) wieś liczyła 90 mieszkańców. Jest, wespół ze wsią Turlejewo (90 mieszkańców), 42. co do wielkości miejscowością gminy Inowrocław.